# كاسيو غابرييل
كاسيو غابرييل (بالبرتغالية: Cássio Gabriel) هو لاعب كرة قدم برازيلي في مركز لاعب وسط، ولد في 29 أغسطس 1992 في Patrocínio ‏ في البرازيل. لعب مع نادي فيلا نوفا.

## وصلات خارجية
- كاسيو غابرييل على موقع قاعدة بيانات كرة القدم.إي يو (الإنجليزية)
- كاسيو غابرييل على موقع Soccerway.com (الإنجليزية)